# Sanctuaire Agoa
Pour les articles homonymes, voir Agoa.
Le sanctuaire Agoa - du nom d'une divinité amérindienne - est une aire marine protégée dans les Antilles françaises destinée à la conservation des mammifères marins. 
C'est l'un des trois sanctuaires désignés par la commission, les autres étant le sanctuaire baleinier de l'océan Austral et le sanctuaire baleinier de l'océan Indien.
Ce sanctuaire a été créé le 5 octobre 2010 lors de la commission baleinière internationale de Montego Bay. Depuis le 25 octobre 2012, le sanctuaire Agoa est reconnu comme aire spécialement protégée d’importance caribéenne au titre de la convention internationale de mer régionale de Carthagène de 1983. Il couvre une superficie de 138 000 km2 qui correspond à la ZEE des Antilles françaises (Martinique, Guadeloupe, Saint-Martin et Saint-Barthélemy).

## Historique
Le 5 octobre 2010 à Montego Bay (Jamaïque) lors de la 14e réunion intergouvernementale des Parties à la Convention de Cartagena pour la protection et la mise en valeur du milieu marin de la Grande Région Caraïbe, et 6e conférence des Parties à son protocole SPAW relatif aux Aires et aux Espèces Spécialement Protégées, le gouvernement français, par la voie de Ferdy Louisy, vice-président de l'Agence des aires marines protégées déclarait la création du sanctuaire « Agoa ». 
En officialisant la création de ce sanctuaire, la France confirmait ainsi sa proposition faite à la conférence baleinière internationale (CBI) en 2006 de mettre en place un sanctuaire pour les mammifères marins dans les Antilles françaises. Le sanctuaire Agoa, en référence à « Maï d’Agoa », la mère de l'esprit des eaux dans la mythologie amérindienne, s’étend dans les eaux territoriales et sur la totalité de la ZEE des Antilles françaises. Il couvre une superficie de 138 000 km2 autour des îles de la Guadeloupe, de la Martinique, de Saint-Martin et de Saint-Barthélemy. 
L’annonce de la mise en place du sanctuaire Agoa conclut plusieurs années d'efforts de la part des ONG qui ont lancé le projet (l'association Evasion Tropicale et l'ECCEA), des services de l’État de Martinique et de Guadeloupe qui ont instruit le dossier et de tous les acteurs qui ont participé à la création du sanctuaire dans le cadre d'un comité de pilotage régional garantissant une large concertation. 
Avec la création du sanctuaire, la France et les quatre collectivités des Antilles françaises démontrent ainsi leur engagement par : 
- une implication forte des autorités politiques locales, des socioprofessionnels et de l’État dans la gouvernance du sanctuaire Agoa. Composé des acteurs locaux de la Guadeloupe, de la Martinique, de Saint-Martin et de Saint-Barthélemy  (politiques, associatifs, économiques, scientifiques, administratifs), le comité de pilotage peut préconiser des mesures de protection et de conservation des espèces et de leurs habitats sur la totalité de la ZEE des Antilles françaises ;
- la mise en place de moyens humains, techniques et financiers destinés au bon fonctionnement de la gouvernance du sanctuaire, à l’amélioration des connaissances scientifiques et à l’organisation d’actions de sensibilisation auprès des usagers de la mer et du grand public.
- la mise à disposition des moyens nécessaires à la surveillance du sanctuaire dans le cadre de « l’Action de l’État en Mer ».

Par ailleurs, compte tenu de la communauté d'enjeux en matière de conservation et de gestion des mammifères marins dans la Caraïbe et des déplacements de ces espèces entre les eaux des différents pays, la France a souhaité, par l’intermédiaire du Centre d’action régionale (CAR) du protocole SPAW - CAR-SPAW - mis en place en Guadeloupe pour le compte du programme des Nations unies pour l'environnement (PNUE), susciter l’intérêt des autres États de la région. Aussi, conformément aux directives du plan d’action pour la conservation des mammifères marins (PAMM) dans la région des Caraïbes adopté lors de la Conférence des Parties au Protocole SPAW (Specially Protected Areas and Wildlife) de la Convention de Cartagena en juillet 2008, le sanctuaire Agoa s’inscrit pleinement dans la mise en place d'approches coopératives.
À cet effet, certains pays ont d’ores et déjà manifesté leur engagement dans cette démarche (République dominicaine, Pays-Bas au titre des Antilles néerlandaises, États-Unis) qui se traduit d’ores et déjà  par la mise en place d’un  jumelage entre Agoa et le sanctuaire de Stellwagen Bank (conférence ICCoMPA2 en Martinique en novembre 2011).
Cette approche coopérative se traduit également par la mise en place en 2012 d’un protocole scientifique d’observation et d’identification des mammifères marins dans les ZEE des Antilles françaises, des Antilles néerlandaises et d’Anguilla, dans les Petites Antilles. Ce protocole servira notamment d’étude de référence pour la mise en place d’un sanctuaire dans les Antilles néerlandaises à court terme.
Aujourd’hui la chasse n’est plus pratiquée dans les eaux françaises, mais d’autres menaces sont apparues qui pourraient, au même titre que la chasse pratiquée par les pays industriels jusqu’au XXe siècle, avoir de lourdes conséquences sur la conservation des mammifères marins, leur état de santé, leur comportement et leurs habitudes alimentaires. 
Le sanctuaire Agoa permettra ainsi de renforcer la protection d’espèces emblématiques mais menacées, de veiller à une gestion durable de leurs habitats, d’assurer la prise en compte de leur existence dans le développement des activités humaines. 
L’Agence des aires marines protégées a réalisé en 2008 une campagne aérienne à l’échelle du sanctuaire. Celle-ci, outre le fait qu’elle a confirmé la présence d’une biodiversité importante (mammifères marins, oiseaux, reptiles marins), dresse un inventaire sans précédent des populations de mammifères marins (baleines à bosse, dauphins, cachalots, baleines à bec, mesoplodons), des navires et engins de pêche, de la plaisance et des macros déchets. Cette campagne a ainsi établi à la fois :
- un niveau de référence pour comprendre l’évolution de l’état de santé des écosystèmes étudiés et les interactions constatées et probables entre les activités humaines et les mammifères marins ;
- une base de réflexion pour la mise en place de mesures de protection et de conservation des espèces concernées et de leurs habitats.

Afin de compléter cet important état des lieux, des campagnes scientifiques Agoa sont organisées depuis mars 2012 afin d’approfondir les données et de mieux cerner, selon les saisons, la présence des mammifères marins dans les eaux françaises des Antilles. Développées dans une démarche partenariale et collective, ces campagnes associent acteurs locaux œuvrant pour la préservation des mammifères marins au niveau des Antilles françaises mais aussi des îles voisines afin de transcrire la volonté de coopération régionale d’Agoa.

## Contexte international

### Position de la France à la commission baleinière internationale (CBI)
La Convention internationale pour la réglementation de la chasse à la baleine est signée le 2 décembre 1946 par une quinzaine de nations. Elle a pour objectif de permettre la conservation judicieuse des populations de baleines et le développement ordonné de l’industrie baleinière. Créée par la convention de Washington en 1946 pour gérer la chasse commerciale à la baleine, la Commission baleinière internationale (CBI) adopte en 1982, un moratoire qui interdit la chasse commerciale dès 1986. 
La CBI regroupe 89 parties dont certaines sont favorables à une reprise de la chasse et d’autres, dont la France, qui font partie des États dits «protecteurs». L’intervention de la France en 1994 a conduit à faire reconnaître l’Antarctique en tant que sanctuaire baleinier. 
Dans les années 1970, seuls le Japon et l'URSS continuent de chasser en Antarctique. La CBI utilise alors un système de gestion hérité des autres pêcheries appelé nouvelle procédure de gestion (NMP, New Management Procedure) qui va permettre la protection progressive des espèces menacées telles que le rorqual commun en 1975. En 1982, une interdiction sur la chasse à la baleine dite commerciale sera adoptée par une majorité des trois quarts des membres de la CBI. Le Japon, la Norvège, l'URSS et le Pérou y feront objection, mais le Japon retirera son objection en 1985 et acceptera le moratoire en 1987.
À partir de cette même année, le Japon s'engage dans un programme de recherche scientifique controversé sur les cétacés en Antarctique prévoyant la capture de 300 rorquals de Minke par an. Il entreprend un autre programme, dans le Pacifique nord cette fois, à partir de 1994.
En 1993, la Norvège qui avait cessé ses activités baleinières reprend la chasse commerciale de rorquals de Minke au large de ses côtes en vertu de son objection au moratoire. Aujourd'hui seuls quelques pays pratiquent encore la chasse malgré le moratoire institué dès 1985/1986 :
- le Japon dans le cadre de permis spéciaux pour la recherche scientifique décrits à l'article 8 de la Convention baleinière ;
- la Norvège et l'Islande exclusivement au large de leurs côtes ;
- les populations Inuits du Groenland et de l'Alaska, celles de Sibérie et de Saint-Vincent-et-les-Grenadines continuent à pratiquer une chasse aborigène de subsistance.

Lors de la réunion annuelle de la Commission baleinière internationale du 18 juin 2006 et avec le soutien des petits États insulaires des Caraïbes ou du Pacifique, le Japon et les autres pays baleiniers (Norvège, Islande, Danemark) ont obtenu le vote de la déclaration de Saint-Christophe-et-Niévès par 33 voix pour, 32 contre et une abstention. Cette déclaration affirme que le moratoire sur la chasse commerciale n'est « dorénavant plus nécessaire », toutefois, elle n’a pas entraîné la levée dudit moratoire. L'Australie et la Nouvelle-Zélande, farouches défenseurs du moratoire, aux côtés d'autres pays tels la France, les États-Unis et le Royaume-Uni ont dénoncé avec virulence ces votes qu'ils considèrent obtenus en échange d'aides financières. 
Aussi compte tenu des enjeux financiers, de la difficulté à sensibiliser des états insulaires en voie de développement, la France s’est engagé dans la création d’un sanctuaire dans les eaux des Antilles françaises et affirme ainsi sa position en faveur de la conservation des mammifères marins. 
Au-delà des aspects politiques et économiques, la mise en place de mesures de protection visant directement la conservation des mammifères marins et leurs habitats est essentielle, notamment dans la région des Caraïbes et des petites Antilles, où la chasse est toujours pratiquée (baleines à bosse à Saint-Vincent, et les Grenadines, petits cétacés dans d’autres pays).

### Les conventions internationales
La mise en place d’un sanctuaire pour les mammifères marins dans les eaux territoriales et les ZEE des Antilles françaises n’a pas qu’une portée politique. S’appuyant sur les conventions internationales dont la France est signataire, le sanctuaire Agoa et sa gouvernance ont toute légitimité pour proposer des actions de gestion concrètes en matière de protection de la biodiversité et de régulation des activités qui affectent les mammifères marins. 

### LaConvention de Berne
La convention de Berne relative à la conservation de la vie sauvage et du milieu naturel de l’Europe, adoptée en 1979 et entrée en vigueur en 1982. Elle protège les mammifères marins, qui sont classés en annexe 2 (espèces de faunes nécessitant une protection particulière). Elle prohibe les engins de capture non sélectifs, parmi lesquels certains filets de pêche, et prône la création d’aires protégées. La convention de Berne s’applique aux DOM, mais ne présente que peu d’intérêt pour l’outre-mer puisqu’elle est clairement conçue pour la faune et la flore européenne.

## Contexte national
Le Grenelle de l’environnement et le Grenelle de la mer
Le projet de création du sanctuaire pour les mammifères marins a été repris dans le cadre des Grenelles de l’environnement et de la mer : 
- engagement No 177 du Grenelle de l’environnement : « Faire aboutir le projet de sanctuaire marin des Caraïbes » ;
- engagement 14.f. du Grenelle de la mer : « Renforcer… la politique de sanctuaires pour les mammifères marins, en contribuant à la création de nouveaux sanctuaires ».

Arrêté du 1er juillet 2011
Concernant la réglementation nationale existante au profit des mammifères marins, l’'arrêté du 20 octobre 1970 portant interdiction de capturer et de détruire les dauphins et l'arrêté du 27 juillet 1995 modifié fixant la liste des mammifères marins protégés sur le territoire national ont été abrogés le 1er juillet 2011. Ils sont remplacés par l’arrêté du 1er juillet 2011 fixant la liste des mammifères marins protégés sur le territoire national et les modalités de leur protection. Cet arrêté apporte des éléments nouveaux par rapport aux arrêtés de 1970 et 1995. S’il confirme en effet les interdictions de destruction, de mutilation, de capture…pour les espèces de cétacés et de siréniens… sur le territoire national, et dans les eaux marines sous souveraineté et sous juridiction, et en tout temps, il interdit désormais la perturbation intentionnelle incluant la poursuite et le harcèlement des animaux dans le milieu naturel (article 2-I) et la destruction, l'altération ou la dégradation des sites de reproduction et des aires de repos des animaux….(article 2-II). Toutefois, compte  tenu de la portée générale de ce texte, il apparaît nécessaire, au regard de l’article 2-II, d’identifier et de déterminer les sites de reproduction et les aires de repos dans les eaux du sanctuaire.

## Contexte régional

### La Convention de Carthagène et le protocole SPAW
Le protocole SPAW (Specially Protected Areas and Wildlife), protocole relatif à la biodiversité marine et côtière de la Caraïbe, rassemble à ce jour 16 pays de la région. Sa coordination, ainsi que celle de la convention de Cartagena de las Indias dont il est l’une des déclinaisons, est assuré par l’unité caraïbe du PNUE (Kingston, Jamaïque), assistée pour cela par un centre d’activités régional, le CAR-SPAW, basé en Guadeloupe et porté par le gouvernement français jusqu'au 31 décembre 2018 (date à laquelle ses missions sont reprises par la direction de l'environnement, de l'aménagement et du logement de Guadeloupe).
Le protocole SPAW a pour objectifs la protection des espaces et des espèces dont l’ensemble des espèces de mammifères marins présents dans la région. Un plan d’action pour la conservation des mammifères marins (PAMM) a été adopté dans ce cadre en septembre 2008. Ce plan quinquennal comprend 10 objectifs clefs, dont la protection de sites et zones clefs pour les mammifères marins ainsi que des connexions écologiques entre ces zones.
Objectifs du Plan d’action pour la conservation des mammifères marins : 
- mieux gérer les interactions avec les pêcheries ;
- évaluer et prévenir la dégradation des habitats ;
- diagnostiquer les impacts des polluants et contaminants sur les mammifères marins, et lutter contre ceux-ci ;
- renforcer la recherche et la connaissance et mutualiser données et résultats ;
- favoriser en l’encadrant l’observation touristique des mammifères marins dans leur milieu naturel ;
- renforcer les capacités de réponse aux échouages de mammifères marins et l’exploitation des données collectées lors de ceux-ci ;
- développer des normes pour la capture puis le maintien d’animaux en captivité ;
- évaluer les impacts des perturbations acoustiques et limiter celles-ci ;
- évaluer l’ampleur des collisions avec les navires et diminuer leur fréquence et leur sévérité ;
- améliorer la compréhension des impacts du changement climatique sur les mammifères marins.

La création du sanctuaire Agoa apparaît donc comme une contribution forte du gouvernement français au protocole SPAW et au Plan d’Action Mammifères marins. On retrouve ainsi une majorité d’enjeux communs entre le PAMM et le sanctuaire Agoa.

## Enjeux

### Enjeux politiques
La mise en place d’un sanctuaire, dans les Antilles françaises, dans les eaux sous juridiction nationale, spécifiquement destiné aux mammifères marins affirme la position de la France en faveur de la protection des mammifères marins et de leurs habitats. Par ailleurs, la France souhaite par cet engagement inciter les autres États de la Caraïbe à la mise en place de sanctuaires, de jumelages, de corridors migratoires à l’échelle de la grande région Caraïbes. Cette stratégie représente une possibilité de développement de la coopération régionale avec les États de la région Caraïbe, comme recommandé à la suite des états généraux de l’outre-mer (CIOM du 6 novembre 2009) et dans le livre bleu « stratégie nationale pour la mer et les océans » (CIMER du 8 décembre 2009). 

### Enjeux de conservation
L’histoire des mammifères marins et plus particulièrement celle des cétacés demeure marquée depuis le XVIIe siècle par la disparition progressive des grandes espèces du fait d’une exploitation commerciale pour la chair et autres produits. Depuis plusieurs décennies, les baleines font l’objet de mesures de protection visant à arrêter la diminution importante des populations au niveau mondial.
Les populations de certaines espèces sont en cours de reconstitution (baleine à bosse) mais plus nombreuses sont celles qui demeurent encore sur la Liste Rouge de l’UICN, et la liste des espèces menacées de la CITES. On estime que les populations de grands cétacés sont aujourd’hui pour la plupart inférieures à 10 % de leur état initial (avant la chasse industrielle). 
Aujourd’hui, ces espèces font face à un accroissement des menaces d’origine anthropiques, dont certaines sont mal évaluées. L’existence d’espèces endémiques, souvent limitées à des zones côtières elles-mêmes sous pression anthropique croissante nécessite des approches plus spécifiques, ainsi qu’une réelle coopération régionale. La mise en place du sanctuaire représente une possibilité de développement et de gestion des activités humaines, qui prendra en compte la présence de ces animaux, la fragilité de leurs habitats et la possible raréfaction de leurs ressources alimentaires. 

### Enjeux scientifiques et de connaissances
D’une manière générale, il y a un manque réel de connaissance des populations de cétacés qui peuplent les eaux des Antilles, des aires d’alimentation, de reproduction... Les données historiques sur les populations des Antilles sont apportées par une association de Guadeloupe, Evasion Tropicale et par les réseaux régionaux d'observation et de photo identification ECCN et Caribwhale. La création du sanctuaire est une occasion de mettre en place et soutenir, grâce à l’aide de l’Agence des aires marines protégées, ces initiatives locales et/ou de coopérations régionales pour la mise en place de campagnes scientifiques de grande envergure, qui permettront d’affiner nos connaissances du milieu marin, des habitats et des espèces associées.

### Enjeux de développement économique et social
Sans perdre de vue que l’objectif premier du sanctuaire est de contribuer à la conservation des mammifères marins et de leurs habitats, il appartient également au gestionnaire de soutenir ou d’être l’initiateur d’un développement local fondé sur : 
- le développement d’un écotourisme baleinier durable et source de revenus directs et indirects pour l’économie locale;
- l’accompagnement de la reconversion volontaire des pêcheurs vers l’écotourisme baleinier,
- le développement de produits éco-touristique de qualité renforçant l’attrait touristique des Antilles françaises,

### Enjeux pédagogiques et socioculturels
Les mammifères marins, en tant qu’espèces emblématiques, sont un support pédagogique idéal pour l’éducation et la sensibilisation à la protection du milieu marin. Le sanctuaire Agoa contribue ainsi, dans le cadre de campagnes de communication, à faire prendre conscience  à la population antillaise, aux acteurs locaux, qu’ils sont les héritiers d’un patrimoine naturel exceptionnel, accessible à tous, mais qui, si nous n’y prenons pas garde, pourrait demain disparaître.
Historique de la déclaration du sanctuaire agoa
Le Plan d’action pour la conservation des mammifères marins dans la région des Caraïbes (Action Plan for the Conservation of  Marine Mammals (MMAP) in the Wider Caribbean Region, UNEP, novembre 2008, adopté en 2008, sert de cadre stratégique pour traiter les actions régionales et le classement par ordre de priorité des problèmes et des espèces dans la région des Caraïbes, ainsi que de modèle pour le développement de plans d’actions nationaux en faveur des mammifères marins. 
À partir de septembre 2003, un projet de Sanctuaire pour les mammifères marins dans la ZEE des Antilles françaises fait l’objet de discussions formelles. Initié par l’organisation non-gouvernementale (ONG) ECCEA (Eastern Caribbean Coalition for Environmental Awareness) et par AET (Association Évasion tropicale) et appuyées par la suite par la SEPANMAR en Martinique et Breach en Guadeloupe, le projet fut annoncé officiellement par la France (Mme Madeleine de Grandmaison, élue de la Martinique) en 2006 dans le cadre de la réunion annuelle de la Commission baleinière internationale (CBI) à Saint-Kitts-et-Nevis. 
En 2007, le pilotage était assuré par la Direction régionale de l’environnement (DIREN) de Martinique avec copilotage de la DIREN de Guadeloupe, sous contrôle d’un comité de pilotage présidé alternativement par les préfets de Martinique et de Guadeloupe, représentants de l’État. Il reçut le nom de sanctuaire Agoa à partir de 2009. 
L’Agence des aires marines protégées (AAMP), créée par la loi du 14 avril 2006, a pour objet d’apporter un appui aux politiques publiques en matière de création et de gestion d’aires marines protégées (AMP). Ces AMP sont de nature juridique, d’étendue géographique et d’objets variés. 
De fait depuis 2010, l’AAMP en collaboration avec les acteurs historiques, finance le fonctionnement et la mise en place du sanctuaire, qui s’appuie également sur ses services (relations internationales, géomatique, communication, juridique…) pour accomplir ses objectifs. 
Avec la déclaration officielle du 5 octobre 2010 et la naissance d’Agoa, l’objectif est maintenant de donner corps au sanctuaire, avec un plan de gestion et des actions de gestion rapidement applicables. La première phase de la structuration institutionnelle du sanctuaire Agoa est aujourd’hui terminée avec le comité de pilotage actuellement en place qui élabore, détermine les actions de gestion qui sont retenues dans le plan de gestion du sanctuaire.